# Jackie (pel·lícula de 2016)
Jackie és un drama biogràfic del 2016, dirigit per Pablo Larraín, protagonitzada per Natalie Portman, centrat en qui va ser Primera dama dels Estats Units, Jacqueline Kennedy. A Catalunya, la pel·lícula es va estrenar el 2017 en versió original subtitulada en català.
Posteriorment, també es va doblar al català. Va ser nominada a tres Premis Oscar, millor actriu protagonista per Natalie Portman, millor banda sonora per Mica Levi i al millor vestuari per Madeline Fontaine. Guanyadora del BAFTA al millor vestuari per Madeline Fontaine.

## Argument
Un retrat de Jackie Kennedy (Natalie Portman), en el periode que hi ha entre l'assassinat del president Kennedy i el seu funeral d'estat, a partir de l'entrevista que la vídua va concedir al periodista de la revista Life Theodore H. White, a la residència dels Kennedy a Hyannis Port.

## Repartiment
- Natalie Portman: Jacqueline "Jackie" Kennedy
- Caspar Phillipson: John F. Kennedy
- Greta Gerwig: Nancy Tuckerman
- Peter Sarsgaard: Robert F. Kennedy
- Max Casella: Jack Valenti
- Beth Grant: Lady Bird Johnson
- John Carroll Lynch: Lyndon B. Johnson
- John Hurt: capellà
- Billy Crudup: Theodore H. White, periodista
- Richard E. Grant: William Walton
- Julie Judd: Ethel Kennedy
- Brody i Aiden Weinberg : John F. Kennedy, Jr.
- Sunnie Pelant: Caroline Kennedy
- Sara Verhagen: Mary Gallagher

## Al voltant de la pel·lícula
Malgrat que inicialment el projecte havia de ser dirigit per Darren Aronofsky i protagonitzada per Rachel Weisz, finalment, Aronofsky es va mantenir com a productor, Natalie Portman va ser l'escollida pel paper protagonista i la direcció va recaure en el xilè Pablo Larraín, en la qual va ser la setena pel·lícula en la seva carrera i la primera en anglès.
La recaptació a nivell global de la pel·lícula va assolir els 24,3 milions de dòlars, 14,0 milions als Estats Units i Canadà i 10,3 milions de taquilla a la resta del món.

## Crítica
Al lloc web estatunidenc Rotten Tomatoes dedicat a la crítica i informació sobre pel·lícules, Jackie obté una valoració positiva per part del crítics del 87% basada en 341 ressenyes, amb una valoració mitja de 7,9/10 i un 60% d'aprovació de l'audiència, amb un 3,41/5. En destaquen l'interpretació de Natalie Portman en aquest retrat del món privat d'aquest personatge de la qui va ser la primera dama estatunidenca.
Segons l'opinió de Peter Bradshaw’s, crític de The Guardian, es tracta d'un ‘film ben confeccionat, dissenyat amb precisió, amb una interpretació intel·ligent i equilibrada de Natalie Portman'. A l'agregador de ressenyes Metacritic, Jackie obté una qualificació de 81/100 a partir de les revisions de 52 crítics, amb 44 opinions positives, 7 en la franja mixta i 1 en la negativa.

## Nominacions i Premis
- Premis Oscar
  - Nominació Millor actriu protagonista per Natalie Portman
  - Nominació Millor banda sonora per Mica Levi
  - Nominació Millor vestuari per Madeline Fontaine
- Globus d'Or
  - Nominació Millor actriu dramàtica per Natalie Portman
- Premis BAFTA
  - Guanyadora Millor vestuari per Madeline Fontaine[13]
  - Nominació Millor actriu protagonista per Natalie Portman
  - Nominació Millor banda sonora per Mica Levi